# I liga urugwajska w piłce nożnej (2000)
- Mistrz Urugwaju 2000: Club Nacional de Football
- Wicemistrz Urugwaju 2000: CA Peñarol
- Copa Libertadores 2001: Club Nacional de Football (mistrz Urugwaju), Defensor Sporting (zwycięzca turnieju Liguilla Pre-Libertadores), CA Peñarol (drugi w turnieju Liguilla Pre-Libertadores)
- Copa Mercosur 2001: Club Nacional de Football (mistrz Urugwaju), CA Peñarol (wicemistrz Urugwaju)
- Spadek do drugiej ligi: Villa Española Montevideo (degradacja po turnieju Apertura), Liverpool Montevideo (na podstawie wyników z ostatnich trzech sezonów) i Frontera Rivera (po barażu).
- Awans z drugiej ligi: Montevideo Wanderers, Central Español Montevideo, Fénix Montevideo (po barażu)

Mistrzostwa Urugwaju w roku 2000 podzielone zostały na dwa turnieje - Apertura i Clausura. Następnie mistrzowie obu turniejów stoczyli bój o mistrzostwo Urugwaju. Zwycięzca został mistrzem, a pokonany wicemistrzem kraju. Na koniec sezonu rozegrany został turniej Liguilla Pre-Libertadores, który wyłonił dwa kluby, mające obok mistrza reprezentować Urugwaj w Copa Libertadores 2001.

## Torneo Apertura 2000

### Apertura 1
| Data           | Mecz |
| -------------- | --- |
| 18 lutego 2000 | Racing Montevideo - Rocha 1:1 Pablo Islas 81 - Daniel Rossello 14                                                                          |
| 19 lutego 2000 | CA Peñarol - CA Cerro 3:4 Walter Pandiani 33, 92, Antonio Pacheco D’Agosti 56 - Hernán Pintos 30, 31, Germán Loffiego 40, Jorge Artigas 60 |
| 20 lutego 2000 | Club Nacional de Football - Deportivo Maldonado 1:0 Gabriel Álvez 67                                                                       |
| 20 lutego 2000 | Danubio FC - Paysandú Bella Vista 2:0 Nelson Cañarte 23, Richard Núñez 67                                                                  |
| 20 lutego 2000 | Frontera Rivera - Defensor Sporting 1:3 Boris Silva Acuña 42k - Ederson Fofonka 36, Eliomar Marcón 60, 75                                  |
| 20 lutego 2000 | Tacuarembó - Juventud Las Piedras 1:0 Fabricio Martínez 48                                                                                 |
| 20 lutego 2000 | Rentistas Montevideo - Villa Española Montevideo 2:1 Gerardo Morales 59k, 71 - Héber Caro 52                                               |
| 20 lutego 2000 | CA Bella Vista - Liverpool Montevideo 1:0 Rodrigo Lemos 68k                                                                                |
| 20 lutego 2000 | River Plate Montevideo - Huracán Buceo Montevideo 0:0                                                                                      |

### Apertura 2
| Data           | Mecz |
| -------------- | --- |
| 25 lutego 2000 | River Plate Montevideo - Defensor Sporting 3:2 Santiago Silva 22, Iván Alonso 41, Raúl Salazar 50 - Ederson Fofonka 66, Federico Magallanes 90k                       |
| 26 lutego 2000 | CA Peñarol - Rocha 4:3 Walter Pandiani 14, 89, Antonio Pacheco D’Agosti 26, 50 - Daniel Rossello 40, Gastón Silva 42, Christian Castellanos 83                        |
| 27 lutego 2000 | Rentistas Montevideo - Club Nacional de Football 0:0 |
| 27 lutego 2000 | Tacuarembó - Danubio FC 1:1 Aldo Fabián Díaz 61 - Marcelo Sosa 84 |
| 27 lutego 2000 | Huracán Buceo Montevideo - Frontera Rivera 3:1 Guillermo Castillo 14, Julio Rodríguez 85, Oscar Ledesma 89 - Rafael Refatti 36                                        |
| 27 lutego 2000 | Deportivo Maldonado - Liverpool Montevideo 2:5 Luigi Rodríguez 5, 32 - Jean Didí Kima 13, Daniel Pereyra 35, Elbio Tolosa 48, Julio Rodríguez 75k, Edgardo Simovic 84 |
| 27 lutego 2000 | Villa Española Montevideo - CA Bella Vista 1:1 Silvio Fernández 3 - Rodrigo Lemos 77k                                                                                 |
| 27 lutego 2000 | CA Cerro - Racing Montevideo 2:1 Álvaro Pintos 49k, Hernán Pintos 53 - Pablo Islas 5                                                                                  |
| 27 lutego 2000 | Juventud Las Piedras - Paysandú Bella Vista 1:0 Camilo Lauría 39 |

### Apertura 3
| Data         | Mecz |
| ------------ | --- |
| 3 marca 2000 | Huracán Buceo Montevideo - Rentistas Montevideo 0:1 Ramón Darío Delgado 40                                         |
| 4 marca 2000 | Club Nacional de Football - Liverpool Montevideo 3:0 Gabriel Álvez 9, 21, Rubén Sosa 31                            |
| 5 marca 2000 | Danubio FC - CA Peñarol 1:2 Marcelo Sosa 10 - Marcelo de Souza 63, Walter Pandiani 82                              |
| 5 marca 2000 | Villa Española Montevideo - River Plate Montevideo 2:1 Adrián Speranza 8, José Bolón 90k - Pablo Gaglianone 86     |
| 5 marca 2000 | Racing Montevideo - Juventud Las Piedras 1:1 Pablo Islas 43 - Jorge Reyes 38                                       |
| 5 marca 2000 | Frontera Rivera - Tacuarembó 4:1 Aldo Fabián Díaz 25, Walter Guaglianone 34, Sergio Sosa 80, 90 - Walter Surraco 1 |
| 5 marca 2000 | CA Bella Vista - Deportivo Maldonado 3:0 Álvaro González 2, Juan Morán 24, Daniel Gamarra 39                       |
| 5 marca 2000 | Defensor Sporting - Paysandú Bella Vista 1:2 Andrés Martínez 20 - Sergio Sena 43, Carlos Jaime 87                  |
| 5 marca 2000 | Rocha - CA Cerro 3:1 Christian Castellanos 45, 90, Daniel Rossello 46 - Richard Pellejero 34                       |

### Apertura 4
| Data          | Mecz |
| ------------- | --- |
| 10 marca 2000 | Rocha - CA Bella Vista 1:3 Héctor Méndez 38 - Daniel Gamarra 28, Rodrigo Lemos 40, Diego Emanuelle 82               |
| 11 marca 2000 | Liverpool Montevideo - CA Peñarol 1:2 Daniel Pereira 61 - Marcelo de Souza 3, Walter Pandiani 82                    |
| 12 marca 2000 | CA Cerro - Deportivo Maldonado 1:3 Álvaro Pintos 57 - Paulo Medina 9, Maximiliano Castro 29, Julio León 36          |
| 12 marca 2000 | Danubio FC - Club Nacional de Football 1:2 Raúl Otero 53 - Gustavo Varela 73, Martín del Campo 88                   |
| 12 marca 2000 | Tacuarembó - Rentistas Montevideo 0:0                                                                               |
| 12 marca 2000 | Racing Montevideo - Huracán Buceo Montevideo 2:2 Pablo Islas 29, Marcelo Larrosa 42 - Ike Uzoma 31, Álvaro Tato 58k |
| 12 marca 2000 | Paysandú Bella Vista - Villa Española Montevideo 0:2 Adrián Speranza 4, 28                                          |
| 12 marca 2000 | Frontera Rivera - River Plate Montevideo 1:4 Walter Surraco 44 - Rodrigo López 13, Santiago Silva 17, 34, 67        |
| 12 marca 2000 | Defensor Sporting - Juventud Las Piedras 0:1 Marcelo Guerra 74                                                      |

### Apertura 5
| Data          | Mecz |
| ------------- | --- |
| 17 marca 2000 | Deportivo Maldonado - Huracán Buceo Montevideo 2:0 Luis Curbelo 62, Miguel Ximénez 82                                                                   |
| 18 marca 2000 | CA Bella Vista - Club Nacional de Football 1:4 Jorgeao da Costa 25 - Juan Ramón Fleita 20, Walter Fabián Coelho 30, Gabriel Álvez 37, Mario Regueiro 76 |
| 19 marca 2000 | Rentistas Montevideo - Liverpool Montevideo 4:0 Guillermo Díaz Gastambide 34, Gerardo Morales 59, Mario Orta 66, Máuber Torres 80                       |
| 19 marca 2000 | Villa Española Montevideo - CA Peñarol 2:2 Pablo Bengoechea 28k, 81k - Silvio Fernández 32k, 41k                                                        |
| 19 marca 2000 | River Plate Montevideo - Juventud Las Piedras 0:0 |
| 19 marca 2000 | Paysandú Bella Vista - Frontera Rivera 3:0 Juan Reyes 78, Julio Merentiel 82, 88                                                                        |
| 19 marca 2000 | CA Cerro - Defensor Sporting 1:2 Álvaro Pintos 55k - Eliomar Marcón 33, 61                                                                              |
| 19 marca 2000 | Racing Montevideo - Tacuarembó 3:2 Juan Carlos Kopriva 42, Manuel Abreu 61, Pablo Islas 82 - Héctor Vázquez 43, Daniel Ureta 48s                        |
| 19 marca 2000 | Rocha - Danubio FC 1:4 Omar Pouso 78 - Ernesto Javier Chevantón 19, 45, Héctor Méndez 66, Ignacio Risso 78                                              |

### Apertura 6
| Data            | Mecz |
| --------------- | --- |
| 31 marca 2000   | Rentistas Montevideo - CA Bella Vista 2:3 Máuber Torres 61, Gerardo Morales 90 - Fabián Pumar 5, Daniel Emanuelle 13, Rodrigo Lemos 51                         |
| 1 kwietnia 2000 | CA Peñarol - Defensor Sporting 1:4 Darío Rodríguez 27 - Ederson Fofonka 15, 89, Eliomar Marcón 68, Andrés Martínez 92                                          |
| 1 kwietnia 2000 | Deportivo Maldonado - Villa Española Montevideo 4:2 Germán Laluz 37, Adrián Speranza 50, Jesús Berta 54, Marcelo Bartora 61s - Luis Almada 14, Pablo Forlán 48 |
| 2 kwietnia 2000 | River Plate Montevideo - Liverpool Montevideo 1:2 Iván Alonso 14 - Edgardo Simovic 17, Néstor Correa 70k                                                       |
| 2 kwietnia 2000 | Frontera Rivera - Juventud Las Piedras 1:1 Claudio Refatti 67 - Marcelo Paredes 5                                                                              |
| 2 kwietnia 2000 | Huracán Buceo Montevideo - Club Nacional de Football 1:3 Álvaro Tato 35k - Gabriel Álvez 20, Martín del Campo 63, Richard Morales 72                           |
| 2 kwietnia 2000 | Rocha - Tacuarembó 2:1 Daniel Rossello 72k, 80k - Guillermo Almada 86k                                                                                         |
| 2 kwietnia 2000 | Paysandú Bella Vista - Racing Montevideo 3:1 Carlos Jaime 44, Javier Barragán 59, Sergio Sena 88 - Pablo Islas 62k                                             |
| 2 kwietnia 2000 | Danubio FC - CA Cerro 6:2 Christian Callejas 4, Christian Callejas 30, 43, 52, Ignacio Risso 62, Omar Pouso 71 - Martín Ligüera 45, 64                         |

### Apertura 7
| Data            | Mecz |
| --------------- | --- |
| 8 kwietnia 2000 | Club Nacional de Football - CA Cerro 1:1 Alejandro Lembo 9 - Álvaro Pintos 74                                               |
| 9 kwietnia 2000 | CA Peñarol - CA Bella Vista 3:2 Darío Rodríguez 2, Antonio Pacheco D’Agosti 49, 83 - Diego Meijide 16, Juan Ramón Fleita 69 |
| 9 kwietnia 2000 | Deportivo Maldonado - Rentistas Montevideo 0:3 Ramón Darío Delgado 15k, 71, Mario Orta 48                                   |
| 9 kwietnia 2000 | Liverpool Montevideo - Huracán Buceo Montevideo 2:0 Víctor Pacheco 49, Néstor Correa 90                                     |
| 9 kwietnia 2000 | Juventud Las Piedras - Villa Española Montevideo 1:1 Darío Larrosa 90 - Silvio Fernández 78                                 |
| 9 kwietnia 2000 | Racing Montevideo - River Plate Montevideo 3:2 Manuel Abreu 11, Pablo Islas 26, 44 - Rodrigo López 36, Pablo Gaglianone 57  |
| 9 kwietnia 2000 | Frontera Rivera - Danubio FC 1:3 Rafael Refatti 79 - Ernesto Javier Chevantón 15, Richard Núñez 66, 84k                     |
| 9 kwietnia 2000 | Defensor Sporting - Rocha 5:1 Ederson Fofonka 33, 56, 85, Eliomar Marcón 75, 78 - Daniel Rossello 27k                       |
| 9 kwietnia 2000 | Tacuarembó - Paysandú Bella Vista 2:1 Luis Cor 8, 70k - Flavio Piñero 12                                                    |

### Apertura 8
| Data             | Mecz |
| ---------------- | --- |
| 14 kwietnia 2000 | Danubio FC - Defensor Sporting 2:2 Ernesto Javier Chevantón 7, Omar Pouso 11 - Federico Magallanes 43, Eliomar Marcón 69                                                      |
| 15 kwietnia 2000 | Club Nacional de Football - Rocha 5:2 Rubén Sosa 39, 40, Rubén da Silva 46, Richard Morales 77, 87 - Juan Ramón Carrasco 23, José Pedro Cardozo 49                            |
| 15 kwietnia 2000 | CA Bella Vista - Huracán Buceo Montevideo 2:2 Diego Emanuelle 50, Rodrigo Lemos 90 - Gastón Curbelo 12, Nicolás Nicolay 84                                                    |
| 16 kwietnia 2000 | Liverpool Montevideo - Juventud Las Piedras 0:1 Marcelo Rosano 78 |
| 16 kwietnia 2000 | CA Cerro - Rentistas Montevideo 1:3 Alberto Ortega 75 - Gerardo Morales 3, Guillermo Díaz Gastambide 6, Danilo Baltierra 61                                                   |
| 16 kwietnia 2000 | Tacuarembó - Villa Española Montevideo 2:1 Michel Tatap 20, Darwin Quintana 24 - Richard Sosa 40                                                                              |
| 16 kwietnia 2000 | River Plate Montevideo - Paysandú Bella Vista 1:0 Raúl Salazar 61k |
| 16 kwietnia 2000 | Frontera Rivera - Racing Montevideo 2:3 Claudio Refatti 73, 75 - Pablo Islas 28, 57k, José Herrera 55                                                                         |
| 16 kwietnia 2000 | CA Peñarol - Deportivo Maldonado 5:2 José Maria Franco 28, Darío Rodríguez 45, Joe Bizera 57, Walter Pandiani 77, Pablo Bengoechea 89 - Maximiliano Castro 4, Luis Curbelo 90 |

### Apertura 9
| Data             | Mecz |
| ---------------- | --- |
| 21 kwietnia 2000 | River Plate Montevideo - Deportivo Maldonado 0:1 Alejandro Correa 51                                                                                            |
| 22 kwietnia 2000 | Paysandú Bella Vista - CA Peñarol 0:2 Antonio Pacheco D’Agosti 29, Joe Bizera 54                                                                                |
| 23 kwietnia 2000 | CA Bella Vista - CA Cerro 1:1 Juan Ramón Fleita 78 - Richard Pellejero 35                                                                                       |
| 23 kwietnia 2000 | Club Nacional de Football - Juventud Las Piedras 3:0 Gianni Guigou 11, 23, Sergio Daniel Martínez 54                                                            |
| 23 kwietnia 2000 | Villa Española Montevideo - Liverpool Montevideo 2:2 Julio Rodríguez 40, 57k - Silvio Fernández 37, Adrián Speranza 90                                          |
| 23 kwietnia 2000 | Rentistas Montevideo - Racing Montevideo 1:2 Ramón Darío Delgado 65k - Juan Carlos Kopriva 24, José Denis 61                                                    |
| 23 kwietnia 2000 | Defensor Sporting - Tacuarembó 2:2 Fernando Fadeuille 51, Federico Magallanes 52 - Michel Tatap 66, Luis Cor 68                                                 |
| 23 kwietnia 2000 | Huracán Buceo Montevideo - Danubio FC 1:4 Nicolás Nicolay 90 - Ernesto Javier Chevantón 45, 84, Christian Callejas 67, Richard Núñez 87                         |
| 23 kwietnia 2000 | Rocha - Frontera Rivera 4:4 Héctor Méndez 30, Daniel Rossello 40k, Juan Ramón Carrasco 79, 82 - Rafael Refatti 2, Walter Guglielmone 4, 23, Rubén Walter Paz 89 |

### Apertura 10
| Data             | Mecz |
| ---------------- | --- |
| 28 kwietnia 2000 | CA Bella Vista - Defensor Sporting 1:1 Daniel Gamarra 90 - Gerardo Magallanes 2                                                                  |
| 29 kwietnia 2000 | CA Peñarol - Tacuarembó 0:0 |
| 30 kwietnia 2000 | Deportivo Maldonado - Juventud Las Piedras 2:1 Paulo Medina 28, 85 - Adrián Colombo 90                                                           |
| 30 kwietnia 2000 | Rentistas Montevideo - River Plate Montevideo 1:1 Ramón Darío Delgado 40k - Iván Alonso 63                                                       |
| 30 kwietnia 2000 | Liverpool Montevideo - Rocha 1:1 Edgardo Simovic 79 - Jair Rosas 69                                                                              |
| 30 kwietnia 2000 | Villa Española Montevideo - CA Cerro 0:5 Germán Pérez 25, Alberto Ortega 43, 67, Washington Alonso 52, Álvaro Pintos 90                          |
| 30 kwietnia 2000 | Paysandú Bella Vista - Huracán Buceo Montevideo 2:3 Juan Reyes 18, Flavio Piñero 58 - Nicolás Nicolay 33, Julio Rodríguez 75, Ikechukwu Uzoma 83 |
| 30 kwietnia 2000 | Club Nacional de Football - Frontera Rivera 3:0 Alejandro Lembo 24, Walter Coelho 63, Rubén Sosa 67                                              |
| 30 kwietnia 2000 | Danubio FC - Racing Montevideo 1:0 Richard Núñez 77k                                                                                             |

### Apertura 11
| Data        | Mecz |
| ----------- | --- |
| 7 maja 2000 | Racing Montevideo - Club Nacional de Football 1:3 Pablo Peirano 28 - Ruben „Polillita” da Silva 17, Rubén da Silva 55, Alejandro Lembo 69                  |
| 7 maja 2000 | Defensor Sporting - Villa Española Montevideo 5:1 Manuel Hernández 5, Ederson Fofonka 14, 75, Federico Magallanes 18, Santiago Piaggio 66 - Luis Almada 53 |
| 8 maja 2000 | Tacuarembó - Huracán Buceo Montevideo 2:1 Gonzalo Goyén 60, Luis Cor 82k - Ikechukwu Uzoma 40                                                              |
| 8 maja 2000 | CA Peñarol - Frontera Rivera 2:0 Pablo Bengoechea 64, Walter Pandiani 82                                                                                   |
| 8 maja 2000 | CA Cerro - Liverpool Montevideo 4:0 Alberto Ortega 28, 47, 86, Martín Ligüera 90                                                                           |
| 8 maja 2000 | River Plate Montevideo - CA Bella Vista 4:2 Raúl Salazar 29, 88, Iván Alonso 53, 70 - Rodolfo Falero 32, Rodrigo Lemos 40k                                 |
| 8 maja 2000 | Juventud Las Piedras - Danubio FC 0:3 Ernesto Javier Chevantón 12, Richard Núñez 32, Omar Pouso 81                                                         |
| 8 maja 2000 | Rocha - Deportivo Maldonado 1:3 Daniel Rossello 12 - Alejandro Correa 2k, Julio César León 70, Maximiliano Castro 76                                       |
| 8 maja 2000 | Paysandú Bella Vista - Rentistas Montevideo 3:2 Juan Reyes 2, Alejandro Barragán 28, Carlos Jaime 52 - Ramón Darío Delgado 20k, Mario Orta 30              |

### Apertura 12
| Data         | Mecz |
| ------------ | --- |
| 19 maja 2000 | CA Cerro - River Plate Montevideo 1:1 Martín Ligüera 35 - Santiago Silva 40                                               |
| 20 maja 2000 | Tacuarembó - CA Bella Vista 1:0 Aldo Fabián Díaz 78                                                                       |
| 20 maja 2000 | Paysandú Bella Vista - Club Nacional de Football 0:1 Alejandro Lembo 7                                                    |
| 20 maja 2000 | Danubio FC - Deportivo Maldonado 1:0 Omar Pouso 6                                                                         |
| 20 maja 2000 | Liverpool Montevideo - Frontera Rivera 0:1 Gilson Madruga 82                                                              |
| 20 maja 2000 | Rocha - Rentistas Montevideo 1:2 Juan Ramón Carrasco 45 - Mario Orta 4, Danilo Baltierra 67                               |
| 20 maja 2000 | Villa Española Montevideo - Huracán Buceo Montevideo 1:2 Silvio Fernández 67k - Nicolás Nicolay 58, Álvaro Tato 60k       |
| 20 maja 2000 | Juventud Las Piedras - CA Peñarol 2:2 Javier Fernández 52, Darío Larrosa 65 - Walter Pandiani 20, José Cancela 68         |
| 20 maja 2000 | Racing Montevideo - Defensor Sporting 1:3 Pablo Islas 39 - Gonzalo Sorondo 4, Federico Magallanes 27k, Ederson Fofonka 89 |

### Apertura 13
| Data         | Mecz |
| ------------ | --- |
| 27 maja 2000 | Villa Española Montevideo - Club Nacional de Football 1:2 Adrián Speranza 46 - Marco Vanzini 17, Gustavo Varela 41                         |
| 27 maja 2000 | Deportivo Maldonado - Defensor Sporting 2:3 Germán Laluz 12, Pablo Zanoni 65 - Ederson Fofonka 40k, 60k, Eliomar Marcón 72                 |
| 27 maja 2000 | Racing Montevideo - CA Peñarol 0:1 Gabriel Cedrés 85                                                                                       |
| 27 maja 2000 | Liverpool Montevideo - Paysandú Bella Vista 2:1 Alain Martínez 32, 56 - Javier Barragán 13                                                 |
| 27 maja 2000 | Rocha - Juventud Las Piedras 1:1 Jair Rosas 86 - Adrián Colombo 43                                                                         |
| 27 maja 2000 | Tacuarembó - River Plate Montevideo 3:3 Luis Cor 8, 90k, Guillermo Almada 16 - Adrián Sarkissián 10, Santiago Silva 57, Matías Cresceri 60 |
| 27 maja 2000 | Rentistas Montevideo - Frontera Rivera 2:2 Mario Orta 45, Leonardo Medina 67 - Walter Guglielmone 32, Carlos Macchi 41                     |
| 27 maja 2000 | Huracán Buceo Montevideo - CA Cerro 1:3 Álvaro Tato 5k - Martín Ligüera 45, Álvaro Pintos 55, 78                                           |
| 30 maja 2000 | CA Bella Vista - Danubio FC 0:2 Ernesto Javier Chevantón 26, Omar Pouso 39                                                                 |

### Apertura 14
| Data           | Mecz |
| -------------- | --- |
| 6 czerwca 2000 | Paysandú Bella Vista - CA Bella Vista 1:1 Pablo Javier Vega 90 - Marcelo González 1                                                                |
| 6 czerwca 2000 | Club Nacional de Football - Tacuarembó 4:2 Gabriel Álvez 24, 67,90, Mario Regueiro 85 - Federico Bergara 29s, Hugues Mbiakop 53                    |
| 6 czerwca 2000 | River Plate Montevideo - Danubio FC 3:3 Raul Salazar 4, Santiago Silva 23, Pablo Gaglianone 71 - Richard Núñez 8, 11k, Ernesto Javier Chevantón 83 |
| 6 czerwca 2000 | Frontera Rivera - Villa Española Montevideo 3:0 Boris Acuña 24, Marcelo Menéndez 30, Silvio Fernández 67s                                          |
| 6 czerwca 2000 | Deportivo Maldonado - Racing Montevideo 3:2 Maximiliano Castro 2, Pablo González 34, Jesús Berta 62 - Manuel Abreu 9, 15                           |
| 6 czerwca 2000 | Liverpool Montevideo - Defensor Sporting 1:2 Edgardo Simovic 33 - Marcelo Tejera 45, Ederson Fofonka 67                                            |
| 7 czerwca 2000 | Huracán Buceo Montevideo - Rocha 1:2 Nélson González 67s - Mauricio Pérez 21, Daniel Rossello 33                                                   |
| 7 czerwca 2000 | Rentistas Montevideo - CA Peñarol 1:5 Mario Orta 25 - Gabriel Cedrés 18, Darío Rodríguez 36, Guillermo Giacomazzi 59, José María Franco 66, 85     |
| 7 czerwca 2000 | CA Cerro - Juventud Las Piedras 1:0 Álvaro Pintos 68                                                                                               |

### Apertura 15
| Data            | Mecz |
| --------------- | --- |
| 9 czerwca 2000  | Liverpool Montevideo - Tacuarembó 0:0 |
| 10 czerwca 2000 | Villa Española Montevideo - Danubio FC 2:5 Adrián Speranza 47, Silvio Fernández 74 - Marcelo Sosa 26, 52, Ignacio Risso 27, 44, Marcelo Velazco 90 |
| 10 czerwca 2000 | Racing Montevideo - CA Bella Vista 1:0 José Denis 12                                                                                               |
| 10 czerwca 2000 | Deportivo Maldonado - Paysandú Bella Vista 1:2 Paulo Medina 13k - Flavio Piñero 24, Juan Reyes 54                                                  |
| 10 czerwca 2000 | Rentistas Montevideo - Juventud Las Piedras 2:1 Ramón Darío Delgado 54k, 61k - Javier Fernández 90                                                 |
| 10 czerwca 2000 | Defensor Sporting - Huracán Buceo Montevideo 2:1 Ederson Fofonka 15, Marcelo Tejera 79 - Ikechukwu Uzoma 87                                        |
| 10 czerwca 2000 | Frontera Rivera - CA Cerro 2:4 Walter Guglielmone 35, 41 - Germán Loffiego 3, Álvaro Pintos 68, Martín Ligüera 80, Alberto Ortega 90               |
| 10 czerwca 2000 | River Plate Montevideo - Rocha 1:2 Matías Cresceri 11 - Juan Ramón Carrasco 42, 90                                                                 |
| 10 czerwca 2000 | CA Peñarol - Club Nacional de Football 0:1 Richard Morales 70                                                                                      |

### Apertura 16
| Data            | Mecz |
| --------------- | --- |
| 14 czerwca 2000 | CA Peñarol - River Plate Montevideo 4:3 Pablo Bengoechea 13, Carlos Bueno 59, José Maria Franco 79, Mario Leguizamón 86 - Santiago Silva 30, Raúl Salazar 71k, Rodrigo López 87                    |
| 14 czerwca 2000 | Frontera Rivera - CA Bella Vista 0:3 Rodolfo Falero 45, Diego Meijide 76, Diego Emanuelle 89 |
| 14 czerwca 2000 | Tacuarembó - Deportivo Maldonado 0:0 |
| 14 czerwca 2000 | Danubio FC - Rentistas Montevideo 3:5 Christian Callejas 35, Ernesto Javier Chevantón 45, Omar Pouso 90 - Gerardo Morales 3, 57, Ramón Darío Delgado 33, Sebastián Vázquez 62, Danilo Baltierra 80 |
| 14 czerwca 2000 | Juventud Las Piedras - Huracán Buceo Montevideo 3:2 Gabriel Morena 4, Carlos Soca 13, Adrián Colombo 90 - Ikechukwu Uzoma 8, Karim Adippe 85                                                       |
| 14 czerwca 2000 | Rocha - Villa Española Montevideo 2:2 Jair Rosas 59, Juan Ramón Carrasco 90 - Ángel Gutiérrez 1, Leonardo Iglesias 45                                                                              |
| 14 czerwca 2000 | CA Cerro - Paysandú Bella Vista 6:2 Martín Ligüera 45, 73, Álvaro Pintos 54, 75k, Jorge Artigas 77, Fabián Avero 86 - Javier Barragán 12k, 80k                                                     |
| 15 czerwca 2000 | Racing Montevideo - Liverpool Montevideo 2:3 Pablo Islas 8, 89 - Edgardo Simovic 34, Alain Martínez 38, Fabrizio Cetraro 90                                                                        |
| 21 czerwca 2000 | Club Nacional de Football - Defensor Sporting 1:2 Mario Regueiro 24 - Ederson Fofonka 81, 88 |

### Apertura 17
| Data            | Mecz |
| --------------- | --- |
| 17 czerwca 2000 | Huracán Buceo Montevideo - CA Peñarol 0:1 Pablo Bengoechea 12k |
| 18 czerwca 2000 | CA Cerro - Tacuarembó 1:1 Germán Pérez 32 - Nicanor Leal 49 |
| 18 czerwca 2000 | Paysandú Bella Vista - Rocha 2:2 Ricardo Bandera 56, Juan Reyes 68 - Juan Ramón Carrasco 12, 72                                                                                               |
| 18 czerwca 2000 | Deportivo Maldonado - Frontera Rivera 0:2 Walter Guglielmone 50, Boris Silva Acuña 74 |
| 18 czerwca 2000 | Racing Montevideo - Villa Española Montevideo 0:2 Gustavo da Silva 12k, Ruben Acosta 70 mecz przerwany został w 85 minucie z powodu zamieszek na trybunach - dokończony 10 lipca 2000         |
| 18 czerwca 2000 | Rentistas Montevideo - Defensor Sporting 0:1 Eliomar Marcón 90 |
| 18 czerwca 2000 | Danubio FC - Liverpool Montevideo 3:0 Ernesto Javier Chevantón 3, 22, Richard Núñez 17 |
| 18 czerwca 2000 | CA Bella Vista - Juventud Las Piedras 5:3 Henry López Báez 23, Juan Ramón Fleita 32, 66, 72, Diego Emanuelle 74 - Javier Frugoni 60, Santiago Toriño 79, Richard Smith 85s                    |
| 18 czerwca 2000 | River Plate Montevideo - Club Nacional de Football 2:5 Raúl Salazar 66k, Iván Alonso 78 - Marco Vanzini 37, Gabriel Álvez 61, 82, Federico Bergara 67, Richard Morales 81                     |
| 10 lipca 2000   | Racing Montevideo - Villa Española Montevideo 1:3 Sebastian Trigo 90 - Gustavo da Silva 12k, Ruben Acosta 70, 87 dokończenie meczu z 18 czerwca 2000 - brakujące 5 minut + 4 minuty doliczone |

### Tabela końcowa Apertura 2000
| Poz | Klub                      | Mecze | Zw | Rem | Por | Pkt | BrZd | BrStr |
| --- | ------------------------- | ----- | -- | --- | --- | --- | ---- | ----- |
| 1   | Club Nacional de Football | 17    | 14 | 2   | 1   | 44  | 42   | 14    |
| 2   | Danubio FC                | 17    | 11 | 3   | 3   | 36  | 45   | 22    |
| 3   | Defensor Sporting         | 17    | 11 | 3   | 3   | 36  | 40   | 22    |
| 4   | CA Peñarol                | 17    | 11 | 3   | 3   | 36  | 39   | 26    |
| 5   | CA Cerro                  | 17    | 8  | 4   | 5   | 28  | 39   | 30    |
| 6   | Rentistas Montevideo      | 17    | 8  | 4   | 5   | 28  | 31   | 24    |
| 7   | CA Bella Vista            | 17    | 6  | 5   | 6   | 23  | 29   | 27    |
| 8   | Tacuarembó                | 17    | 5  | 8   | 4   | 23  | 21   | 23    |
| 9   | Deportivo Maldonado       | 17    | 7  | 1   | 9   | 22  | 25   | 32    |
| 10  | River Plate Montevideo    | 17    | 4  | 6   | 7   | 18  | 30   | 32    |
| 11  | Racing Montevideo         | 17    | 5  | 3   | 9   | 18  | 25   | 33    |
| 12  | Juventud Las Piedras      | 17    | 4  | 6   | 7   | 18  | 17   | 25    |
| 13  | Rocha                     | 17    | 4  | 6   | 7   | 18  | 30   | 41    |
| 14  | Liverpool Montevideo      | 17    | 5  | 3   | 9   | 18  | 19   | 30    |
| 15  | Paysandú Bella Vista      | 17    | 5  | 2   | 10  | 17  | 22   | 30    |
| 16  | Frontera Rivera           | 17    | 4  | 3   | 10  | 15  | 25   | 39    |
| 17  | Villa Española Montevideo | 17    | 3  | 5   | 9   | 14  | 24   | 40    |
| 18  | Huracán Buceo Montevideo  | 17    | 3  | 3   | 11  | 12  | 20   | 33    |

### Klasyfikacja strzelców bramek Apertura 2000
| Gole | Piłkarz                      | Klub                      |
| ---- | ---------------------------- | ------------------------- |
| 16   | Ederson Fofonka              | Defensor Sporting         |
| 15   | Ernesto Javier Chevantón     | Danubio FC                |
| 13   | Pablo Islas                  | Racing Montevideo         |
| 11   | Álvaro Pintos                | CA Cerro                  |
| 10   | Eliomar Marcón               | Defensor Sporting         |
| 10   | Jorge Gabriel „Buitre” Álvez | Club Nacional de Football |
| 9    | Daniel „Canario” Rossello    | Rocha                     |
| 9    | Juan Ramón Carrasco          | Rocha                     |
| 9    | Ramón Darío Delgado          | Rentistas Montevideo      |
| 9    | Walter „Rifle” Pandiani      | CA Peñarol                |
| 8    | Richard Núñez                | Danubio FC                |
| 8    | Santiago „El Tanque” Silva   | River Plate Montevideo    |

## Torneo Clausura 2000
Po turnieju Apertura, a przed turniejem Clausura ogólne zgromadzenie klubów urugwajskich zadecydowało o wykluczeniu z rozgrywek klubu Villa Española Montevideo, który nie posiadał własnego stadionu. W konsekwencji tego Villa Española Montevideo nie mógł wziąć udziału w turnieju Clausura i został zdegradowany do trzeciej ligi urugwajskiej Liga Metropolitana Amateur.

### Clausura 1
| Data          | Mecz |
| ------------- | --- |
| 28 lipca 2000 | Paysandú Bella Vista - Danubio FC 2:2 Carlos Jaime 1k, Fernando Kanapkis 83 - Christian Callejas 43, Diego Perrone 62 |
| 29 lipca 2000 | Deportivo Maldonado - Club Nacional de Football 1:2 Carlos Márcora 59 - Sergio Daniel Martínez 44, 82k                |
| 29 lipca 2000 | CA Cerro - CA Peñarol 0:2 Marcelo de Souza 23, Martín Adrián García 49                                                |
| 29 lipca 2000 | Rocha - Racing Montevideo 0:1 José Herrera 89                                                                         |
| 29 lipca 2000 | Liverpool Montevideo - CA Bella Vista 0:3 Diego Emanuelle 33, Diego Meijide 49, Álvaro González 79                    |
| 29 lipca 2000 | Juventud Las Piedras - Tacuarembó 1:0 Darío Larrosa 51                                                                |
| 29 lipca 2000 | Defensor Sporting - Frontera Rivera 3:1 Santiago Piaggio 41, 52, Eliomar Marcón 48 - Richard López 60                 |
| 29 lipca 2000 | Huracán Buceo Montevideo - River Plate Montevideo 0:0                                                                 |

### Clausura 2
| Data            | Mecz |
| --------------- | --- |
| 4 sierpnia 2000 | Danubio FC - Tacuarembó 2:0 Ernesto Javier Chevantón 5, Marcelo Sosa 32                                                                            |
| 5 sierpnia 2000 | Rocha - CA Peñarol 2:4 Jair Rosas 6, Enrique Ferraro 55k - Pablo Bengoechea 10k, Martín Adrián García 30, Darío Rodríguez 42, José María Franco 68 |
| 6 sierpnia 2000 | Club Nacional de Football - Rentistas Montevideo 1:1 Gustavo Varela 32 - Gerardo Morales 74                                                        |
| 6 sierpnia 2000 | Liverpool Montevideo - Deportivo Maldonado 0:0 |
| 6 sierpnia 2000 | Frontera Rivera - Huracán Buceo Montevideo 1:1 Boris Silva Acuña 10 - Marcelo Cataldo 75                                                           |
| 6 sierpnia 2000 | Defensor Sporting - River Plate Montevideo 3:2 Walter Escobar 37, 71, Marcelo Tejera 62 - Charles Ortiz 20, 60                                     |
| 6 sierpnia 2000 | Paysandú Bella Vista - Juventud Las Piedras 1:0 Juan Reyes 79                                                                                      |
| 6 sierpnia 2000 | Racing Montevideo - CA Cerro 0:0 |

### Clausura 3
| Data             | Mecz |
| ---------------- | --- |
| 12 sierpnia 2000 | Liverpool Montevideo - Club Nacional de Football 0:2 Martín del Campo 41, Gustavo Varela 61                |
| 12 sierpnia 2000 | Rentistas Montevideo - Huracán Buceo Montevideo 0:0                                                        |
| 12 sierpnia 2000 | Racing Montevideo - Juventud Las Piedras 0:0                                                               |
| 12 sierpnia 2000 | Paysandú Bella Vista - Defensor Sporting 0:3 Eliomar Marcón 1, 7, Marcelo Tejera 75                        |
| 12 sierpnia 2000 | Deportivo Maldonado - CA Bella Vista 1:2 Miguel Ximénez 5 - Álvaro González 41, Rodrigo Lemos 68k          |
| 12 sierpnia 2000 | Tacuarembó - Frontera Rivera 4:0 Aldo Fabián Díaz 16, Michel Tatap 30, Vicente Sánchez 33, Nicanor Leal 69 |
| 12 sierpnia 2000 | CA Cerro - Rocha 2:0 Álvaro Pintos 17, 87                                                                  |
| 12 sierpnia 2000 | CA Peñarol - Danubio FC 1:0 Luis Alberto Romero 35                                                         |

### Clausura 4
| Data             | Mecz |
| ---------------- | --- |
| 18 sierpnia 2000 | Deportivo Maldonado - CA Cerro 4:1 Pablo Gaglianone 2, Carlos Márcora 10k, Martín González 87, Miguel Ximénez 89 - Álvaro Pintos 78k                |
| 19 sierpnia 2000 | CA Peñarol - Liverpool Montevideo 3:1 Pablo Bengoechea 22, Darío Rodríguez 63, Gabriel Cedrés 86 - Edgardo Simovic 77                               |
| 20 sierpnia 2000 | Club Nacional de Football - Danubio FC 1:1 Ernesto Javier Chevantón 14 - Marco Vanzini 18                                                           |
| 20 sierpnia 2000 | Juventud Las Piedras - Defensor Sporting 1:4 Juan Carlos Parra 37 - Marcelo Tejera 1, Federico Magallanes 13, Eliomar Marcón 41, Gonzalo Sorondo 87 |
| 20 sierpnia 2000 | River Plate Montevideo - Frontera Rivera 1:0 Raúl Salazar 20k                                                                                       |
| 20 sierpnia 2000 | Huracán Buceo Montevideo - Racing Montevideo 1:1 Julio Rodríguez 25 - Manuel Abreu 36                                                               |
| 20 sierpnia 2000 | Rentistas Montevideo - Tacuarembó 0:1 Aldo Fabián Díaz 69                                                                                           |
| 20 sierpnia 2000 | Rocha - CA Bella Vista 3:1 Leonardo Matías González 3, Christian Castellanos 36, Enrique Ferraro 85 - Álvaro González 54                            |

### Clausura 5
| Data             | Mecz |
| ---------------- | --- |
| 25 sierpnia 2000 | Danubio FC - Rocha 5:0 Ernesto Javier Chevantón 4, 29, 61, 82, Ignacio Risso 69                                                    |
| 26 sierpnia 2000 | Defensor Sporting - CA Cerro 1:1 Eliomar Marcón 43 - Hernán Pintos 68                                                              |
| 27 sierpnia 2000 | Club Nacional de Football - CA Bella Vista 1:1 Sergio Daniel Martínez 54 - Álvaro González 63                                      |
| 27 sierpnia 2000 | Tacuarembó - Racing Montevideo 1:0 Aldo Fabián Díaz 90                                                                             |
| 27 sierpnia 2000 | Frontera Rivera - Paysandú Bella Vista 2:1 Boris Silva Acuña 17, 40k - Julio Merentiel 86                                          |
| 27 sierpnia 2000 | Huracán Buceo Montevideo - Deportivo Maldonado 1:3 Julio Rodríguez 32k - Pablo Gaglianone 7, Félix Hernández 43, Miguel Ximénez 70 |
| 27 sierpnia 2000 | Juventud Las Piedras - River Plate Montevideo 1:2 Juan Carlos Parra 22 - Deivis Barone 20, Santiago Silva 57                       |
| 27 sierpnia 2000 | Liverpool Montevideo - Rentistas Montevideo 1:2 Edgardo Simovic 42 - Gustavo Sotelo 32, Carlos Macchi 56                           |

### Clausura 6
| Data             | Mecz |
| ---------------- | --- |
| 8 września 2000  | Liverpool Montevideo - River Plate Montevideo 1:1 Alejandro Bertoldi 14 - Carlos Gutiérrez 24 mecz przerwany po pierwszej połowie z powodu burzy - drugą połowę rozegrano 13 września 2000 |
| 9 września 2000  | Club Nacional de Football - Huracán Buceo Montevideo 4:1 Sergio Daniel Martínez 10, 19, 67, Rubén da Silva 82 - Julio Rodríguez 90                                                         |
| 10 września 2000 | Defensor Sporting - CA Peñarol 0:0 |
| 10 września 2000 | CA Bella Vista - Rentistas Montevideo 2:2 Álvaro González 31, Rodrigo Lemos 45k - Gustavo Sotelo 21, Gerardo Morales 82                                                                    |
| 10 września 2000 | Juventud Las Piedras - Frontera Rivera 3:1 Marcelo Paredes 12, 36, Carlos Soca 90 - Walter Guglielmone 2                                                                                   |
| 10 września 2000 | Tacuarembó - Rocha 2:1 Darwin Quintana 35, Aldo Fabián Díaz 66 - Juan Ramón Carrasco 37 |
| 10 września 2000 | Racing Montevideo - Paysandú Bella Vista 2:2 Martín Morales 37, 45 - Pierino Lancieri 40, Ruben Cejas 60                                                                                   |
| 10 września 2000 | CA Cerro - Danubio FC 1:1 Álvaro Pintos 20 - Diego Perrone 18 |
| 13 września 2000 | Liverpool Montevideo - River Plate Montevideo 1:1 dokończenie meczu (druga połowa) z 8 września 2000                                                                                       |

### Clausura 7
| Data             | Mecz |
| ---------------- | --- |
| 15 września 2000 | Paysandú Bella Vista - Tacuarembó 1:1 Juan Reyes 20k - Vicente Sánchez 80                                                                      |
| 16 września 2000 | CA Bella Vista - CA Peñarol 2:2 Henry López Báez 66, Diego Emanuele 85 - José María Franco 26, Pablo Bengoechea 37k                            |
| 17 września 2000 | CA Cerro - Club Nacional de Football 1:2 Gonzalo Choy González 30 - Sergio Daniel Martínez 20, Pablo Islas 65                                  |
| 17 września 2000 | Rocha - Defensor Sporting 1:5 Enrique Ferraro 45k - Federico Magallanes 6, Heberley Sosa 13, Eliomar Marcón 17, 60, 78                         |
| 17 września 2000 | Rentistas Montevideo - Deportivo Maldonado 0:0                                                                                                 |
| 17 września 2000 | Huracán Buceo Montevideo - Liverpool Montevideo 1:2 José Carini 80 - Elbio Tolosa 9, Néstor Morais 36                                          |
| 17 września 2000 | River Plate Montevideo - Racing Montevideo 2:4 Santiago Silva 13, Claudio Acosta 66 - José Herrera 15, 55, Ruben Acosta 57, Marcelo Larrosa 85 |
| 17 września 2000 | Danubio FC - Frontera Rivera 3:1 Ignacio Risso 10, Martín Ojeda 72, Ernesto Javier Chevantón 85 - Román Cuello 12                              |

### Clausura 8
| Data             | Mecz |
| ---------------- | --- |
| 22 września 2000 | Deportivo Maldonado - CA Peñarol 0:3 Gabriel Cedrés 33, Pablo Bengoechea 45k, José María Franco 48                                  |
| 24 września 2000 | Rocha - Club Nacional de Football 0:1 Sergio Daniel Martínez 20k                                                                    |
| 24 września 2000 | Defensor Sporting - Danubio FC 0:0                                                                                                  |
| 24 września 2000 | Paysandú Bella Vista - River Plate Montevideo 2:2 Alcides Bandera 22, Charles Silvera 60 - Fernando Kanapkis 48s, Santiago Silva 74 |
| 24 września 2000 | Rentistas Montevideo - CA Cerro 2:4 Gerardo Morales 79k, 86k - Álvaro Pintos 39, 54, 81, Alberto Ortega 77                          |
| 24 września 2000 | Huracán Buceo Montevideo - CA Bella Vista 2:1 Álvaro Tato 38k, Javier Piña 90k - Rodrigo Lemos 89k                                  |
| 24 września 2000 | Racing Montevideo - Frontera Rivera 3:1 Manuel Abreu 13, Mauricio Larriera 62, 64 - Walter Guglielmone 4                            |
| 24 września 2000 | Juventud Las Piedras - Liverpool Montevideo 0:0                                                                                     |

### Clausura 9
| Data                | Mecz |
| ------------------- | --- |
| 29 września 2000    | Deportivo Maldonado - River Plate Montevideo 2:4 Martín González 9, Pablo Zanoni 78 - Diego Tito 36, Pedro Pedrucci 78, Raúl Salazar 89, Santiago Silva 90                                                       |
| 30 września 2000    | Juventud Las Piedras - Club Nacional de Football 1:2 Alejandro Barbé 82 - Rubén Sosa 27, Sergio Daniel Martínez 35k                                                                                              |
| 1 października 2000 | CA Cerro - CA Bella Vista 1:0 Álvaro Pintos 73 |
| 1 października 2000 | CA Peñarol - Paysandú Bella Vista 1:0 José María Franco 9 |
| 1 października 2000 | Racing Montevideo - Rentistas Montevideo 0:1 Carlos Berdén 70 |
| 1 października 2000 | Danubio FC - Huracán Buceo Montevideo 2:1 Ernesto Javier Chevantón 22, Diego Perrone 75 - Diego Rariz 63s |
| 1 października 2000 | Tacuarembó - Defensor Sporting 1:2 Darwin Quintana 25k - Marcelo Tejera 15k, Eliomar Marcón 60 |
| 7 października 2000 | Frontera Rivera - Rocha 3:4 Walter Guglielmone 9, 40, Esteban Machado 89 - Mauricio Pérez 7, 59, 61, Luis Magureguy 19 mecz został przełożony z powodu samobójstwa obrońcy klubu Frontera Rivera Gilsona Madrugi |

### Clausura 10
| Data                 | Mecz |
| -------------------- | --- |
| 13 października 2000 | CA Peñarol - Tacuarembó 3:1 Gabriel Cedrés 24, Luis Romero 44, José María Franco 48 - Aldo Fabián Díaz 9                                            |
| 14 października 2000 | Frontera Rivera - Club Nacional de Football 0:2 Rubén Sosa 36, Gustavo Varela 75                                                                    |
| 15 października 2000 | Defensor Sporting - CA Bella Vista 3:1 Federico Magallanes 16k, 67, Marcelo Tejera 50 - Álvaro González 78                                          |
| 15 października 2000 | Juventud Las Piedras - Deportivo Maldonado 1:2 Juan Carlos Parra 45 - Luigi Rodríguez 39, Maximiliano Castro 53                                     |
| 15 października 2000 | Rocha - Liverpool Montevideo 1:0 Enrique Ferraro 45                                                                                                 |
| 15 października 2000 | River Plate Montevideo - Rentistas Montevideo 2:0 Carlos Gutiérrez 12, Deivis Barone 23                                                             |
| 15 października 2000 | Huracán Buceo Montevideo - Paysandú Bella Vista 1:2 Guillermo Castillo 12 - Charles Silvera 48, Juan Reyes 53                                       |
| 15 października 2000 | Racing Montevideo - Danubio FC 2:6 José Herrera 29k, Leonardo Jara 66 - Ignacio Risso 8, Ernesto Javier Chevantón 13, 41, 81, 89, Fabián Carini 49k |

### Clausura 11
| Data                 | Mecz |
| -------------------- | --- |
| 20 października 2000 | Huracán Buceo Montevideo - Tacuarembó 1:2 Darwin Quintana 29 - José Denis 23, Vicente Sánchez 46                                         |
| 21 października 2000 | Frontera Rivera - CA Peñarol 2:3 Walter Surraco 7, Walter Guglielmone 90 - Guillermo Giacomazzi 3, Luis Romero 26, Santiago Trinidad 93s |
| 21 października 2000 | Deportivo Maldonado - Rocha 2:3 Maximiliano Castro 71, Edi Carlos 90 - Jair Rosa 21, Mauricio Pérez 25, Edison Suárez 59                 |
| 22 października 2000 | Club Nacional de Football - Racing Montevideo 3:0 Mario Regueiro 17, Sergio Daniel Martínez 49, 68k                                      |
| 22 października 2000 | Danubio FC - Juventud Las Piedras 1:1 Walt Báez 76 - Adrián Colombo 61                                                                   |
| 22 października 2000 | CA Bella Vista - River Plate Montevideo 3:2 Rodrigo Lemos 38k, 73, 82 - Diego Varela 56, Santiago Silva 79                               |
| 22 października 2000 | Liverpool Montevideo - CA Cerro 1:1 8Julio Rodríguez 35 - Martín Ligüera 50                                                              |
| 22 października 2000 | Rentistas Montevideo - Paysandú Bella Vista 1:0 Ángel Guitiérrez 83                                                                      |

### Clausura 12
| Data                 | Mecz |
| -------------------- | --- |
| 27 października 2000 | Deportivo Maldonado - Danubio FC 1:1 Pablo Pallante 53 - Diego Perrone 58                                                         |
| 28 października 2000 | Club Nacional de Football - Paysandú Bella Vista 2:0 Rubén Sosa 26, Pablo Islas 27                                                |
| 29 października 2000 | CA Peñarol - Juventud Las Piedras 2:1 Guillermo Giacomazzi 26, Carlos Bueno 36 - Carlos Soca 86                                   |
| 29 października 2000 | Defensor Sporting - Racing Montevideo 1:1 Diego Pérez 73 - Marcelo Larrosa 38                                                     |
| 29 października 2000 | Frontera Rivera - Liverpool Montevideo 2:2 Federico Coirolo 15, Franco Ferreyra 81 - Daniel Pereyra 56, Adrián Speranza 57        |
| 29 października 2000 | Rentistas Montevideo - Rocha 1:1 Gustavo Sotelo 59 - Martín González 66                                                           |
| 29 października 2000 | CA Bella Vista - Tacuarembó 0:4 Michel Tatap 1, 20, Luis Cor 27, Aldo Fabián Díaz 50                                              |
| 29 października 2000 | River Plate Montevideo - CA Cerro 3:1 Julio Rodríguez 35, oraz 2 gole nieznanych strzelców w nieznanym czasie - Martín Ligüera 50 |

### Clausura 13
| Data             | Mecz |
| ---------------- | --- |
| 3 listopada 2000 | CA Cerro - Huracán Buceo Montevideo 1:1 Álvaro Pintos 30 - Ikechukwu Uzoma 55                                                                                           |
| 4 listopada 2000 | Defensor Sporting - Deportivo Maldonado 5:1 Walter Escobar 6, Marcelo Tejera 17k, Pablo Fernando Hernández 33, Eliomar Marcón 39, Heberley Sosa 50 - Pablo Pallante 38k |
| 5 listopada 2000 | River Plate Montevideo - Tacuarembó 2:2 Santiago Silva 56, 82 - Michel Tatap 46, 57                                                                                     |
| 5 listopada 2000 | Danubio FC - CA Bella Vista 5:1 Gabriel Migliónico 18, Ernesto Javier Chevantón 48k, 69, 78, Ignacio Risso 59 - Henry López Báez 56                                     |
| 5 listopada 2000 | Juventud Las Piedras - Rocha 2:1 Juan Carlos Parra 19, Luis Almada 81 - Juan Ramón Carrasco 84                                                                          |
| 5 listopada 2000 | Frontera Rivera - Rentistas Montevideo 2:1 Walter Guaglianone 75, Boris Silva Acuña 85k - Ángel Gutiérrez 21                                                            |
| 5 listopada 2000 | Paysandú Bella Vista - Liverpool Montevideo 0:1 Julio Rodríguez 55 |
| 5 listopada 2000 | CA Peñarol - Racing Montevideo 3:1 Guillermo Giacomazzi 44, Martín Adrián García 69, Pablo Bengoechea 81k - José Herrera 8k                                             |

### Clausura 14
| Data              | Mecz |
| ----------------- | --- |
| 17 listopada 2000 | Juventud Las Piedras - CA Cerro 1:3 Marcelo Paredes 40k - Martín Ligüera 23, Hernán Pintos 34, Jorge Artigas 75                               |
| 18 listopada 2000 | Tacuarembó - Club Nacional de Football 0:1 Sergio Daniel Martínez 44                                                                          |
| 19 listopada 2000 | CA Peñarol - Rentistas Montevideo 1:0 Luis Romero 90                                                                                          |
| 19 listopada 2000 | Defensor Sporting - Liverpool Montevideo 4:0 Diego Pérez 20, Eliomar Marcón 47, Elbio Tolosa 48s, Pablo Fernando Hernández 68                 |
| 19 listopada 2000 | Danubio FC - River Plate Montevideo 5:0 Ernesto Javier Chevantón 32, 90, Ignacio Risso 45, Christian Callejas 53, Federico Rariz 58           |
| 19 listopada 2000 | Racing Montevideo - Deportivo Maldonado 3:0 José Herrera 28k, Manuel Abreu 57, 88                                                             |
| 19 listopada 2000 | CA Bella Vista - Paysandú Bella Vista 4:3 Álvaro González 2, 80, Rodrigo Lemos 50, Diego Emanuelle 82 - Juan Reyes 46, 77, Julio Merentiel 90 |
| 19 listopada 2000 | Rocha - Huracán Buceo Montevideo 1:4 Mauricio Pérez 52 - Julio Rodríguez 40, José Carini 51, Roberto López 58, Ronald Fagúndez 90             |

### Clausura 15
| Data              | Mecz |
| ----------------- | --- |
| 24 listopada 2000 | CA Cerro - Frontera Rivera 4:1 Jorge Artigas 5, Martín Ligüera 25, Richard Pellejero 81, Leonardo Pérez 84s - Walter Guglielmone 33 |
| 25 listopada 2000 | Club Nacional de Football - CA Peñarol 1:1 Mario Regueiro 63 - Gabriel Cedrés 72                                                    |
| 26 listopada 2000 | Huracán Buceo Montevideo - Defensor Sporting 0:3 Diego Pérez 45, Federico Magallanes 60, Eliomar Marcón 65                          |
| 26 listopada 2000 | CA Bella Vista - Racing Montevideo 3:1 Rodrigo Lemos 26, Adrián Paz 86, 90 - José Herrera 70                                        |
| 26 listopada 2000 | Tacuarembó - Liverpool Montevideo 2:2 Darwin Quintana 85k, Jorge Moncecchi 90 - Adrián Speranza 25, Edgardo Simovic 48              |
| 26 listopada 2000 | Juventud Las Piedras - Rentistas Montevideo 3:1 Alejandro Barbé 8, Marcelo Paredes 69, 81 - Rodrigo Vázquez 88                      |
| 26 listopada 2000 | Rocha - River Plate Montevideo 1:2 Christian Castellanos 9k - Giancarlo Maldonado 66, Raúl Salazar 80k                              |
| 26 listopada 2000 | Paysandú Bella Vista - Deportivo Maldonado 0:0                                                                                      |

### Clausura 16
| Data              | Mecz |
| ----------------- | --- |
| 28 listopada 2000 | CA Bella Vista - Frontera Rivera 2:3 |
| 28 listopada 2000 | Deportivo Maldonado - Tacuarembó 0:0 |
| 29 listopada 2000 | River Plate Montevideo - CA Peñarol 0:4 Carlos Gutiérrez 15s, Gabriel Cedrés 56, Marcelo Romero 63, Nicolás Rotundo 89                          |
| 29 listopada 2000 | Rentistas Montevideo - Danubio FC 2:1 Gerardo Morales 38, Nelson Ponzo 81 - Ernesto Javier Chevantón 25                                         |
| 29 listopada 2000 | Huracán Buceo Montevideo - Juventud Las Piedras 2:1 Uriel Pérez 53, 65 - Alejandro Barbé 60                                                     |
| 29 listopada 2000 | Paysandú Bella Vista - CA Cerro 3:1 Juan Reyes 25k, Javier Murieda 53, Julio Merentiel 58 - Germán Pérez 18                                     |
| 29 listopada 2000 | Liverpool Montevideo - Racing Montevideo 0:2 Gustavo Zuvela 41, Martín Morales 53                                                               |
| 30 listopada 2000 | Defensor Sporting - Club Nacional de Football 3:2 Federico Magallanes 1, Carlos Díaz 49, Walter Escobar 85 - Gustavo Varela 35, Diego Scotti 63 |

### Clausura 17
| Data           | Mecz |
| -------------- | --- |
| 2 grudnia 2000 | CA Peñarol - Huracán Buceo Montevideo 2:0 José María Franco 13, Carlos Bueno 49]                                                |
| 3 grudnia 2000 | Tacuarembó - CA Cerro 2:1 Michel Tatap 22, Aldo Fabián Díaz 37 - Gonzalo Choy González 60                                       |
| 3 grudnia 2000 | Rocha - Paysandú Bella Vista 1:1 Mauricio Pérez 39 - Carlos Jaime 73                                                            |
| 3 grudnia 2000 | Frontera Rivera - Deportivo Maldonado 1:0 Boris Silva Acuña 72k                                                                 |
| 3 grudnia 2000 | Defensor Sporting - Rentistas Montevideo 4:1 Diego Pérez 10, Federico Magallanes 67, Eliomar Marcón 76, 81 - Gerardo Morales 42 |
| 3 grudnia 2000 | Liverpool Montevideo - Danubio FC 1:1 Julio Rodríguez 45 - Omar Pouso 90                                                        |
| 3 grudnia 2000 | Juventud Las Piedras - CA Bella Vista 1:1 Marcelo Paredes 34k - Gonzalo Romero 28                                               |
| 3 grudnia 2000 | Club Nacional de Football - River Plate Montevideo 1:0 Damián Rodríguez 68                                                      |

### Tabela końcowa Clausura 2000
| Poz | Klub                      | Mecze | Zw | Rem | Por | Pkt | BrZd | BrStr |
| --- | ------------------------- | ----- | -- | --- | --- | --- | ---- | ----- |
| 1   | CA Peñarol                | 16    | 13 | 3   | 0   | 42  | 35   | 11    |
| 2   | Defensor Sporting         | 16    | 12 | 4   | 0   | 40  | 44   | 13    |
| 3   | Club Nacional de Football | 16    | 11 | 4   | 1   | 37  | 28   | 11    |
| 4   | Danubio FC                | 16    | 7  | 7   | 2   | 28  | 36   | 15    |
| 5   | Tacuarembó                | 16    | 7  | 4   | 5   | 25  | 23   | 17    |
| 6   | River Plate Montevideo    | 16    | 6  | 4   | 6   | 22  | 25   | 30    |
| 7   | CA Cerro                  | 16    | 5  | 5   | 6   | 20  | 21   | 24    |
| 8   | Racing Montevideo         | 16    | 5  | 5   | 6   | 20  | 20   | 24    |
| 9   | CA Bella Vista            | 16    | 5  | 4   | 7   | 19  | 27   | 34    |
| 10  | Rentistas Montevideo      | 16    | 4  | 5   | 7   | 17  | 15   | 23    |
| 11  | Juventud Las Piedras      | 16    | 4  | 4   | 8   | 16  | 18   | 23    |
| 12  | Paysandú Bella Vista      | 16    | 3  | 6   | 7   | 15  | 18   | 24    |
| 13  | Huracán Buceo Montevideo  | 16    | 3  | 5   | 8   | 14  | 17   | 26    |
| 14  | Deportivo Maldonado       | 16    | 3  | 5   | 8   | 14  | 17   | 27    |
| 15  | Frontera Rivera           | 16    | 4  | 2   | 10  | 14  | 21   | 37    |
| 16  | Rocha                     | 16    | 4  | 2   | 10  | 14  | 20   | 36    |
| 17  | Liverpool Montevideo      | 16    | 2  | 7   | 7   | 13  | 12   | 24    |

## Campeonato Uruguay 2000
O mistrzostwo kraju mogli ubiegać się w sezonie 2000 zwycięzca turnieju Apertura (Club Nacional de Football) i zwycięzca turnieju Clausura (CA Peñarol).
| Mecze o mistrzostwo Urugwaju |
| --- |
| CA Peñarol - Club Nacional de Football 0:1 i 1:1 |
| CA Peñarol - Club Nacional de Football 0:1 (0:0) 7 grudnia 2000 Montevideo Estadio Centenario Widzów: 35 000 Sędzia: Jorge Larrionda Bramki: 0:1 Sergio Daniel Martínez 69k Żółte kartki: Guillermo Giacomazzi 19, Pablo Bengoechea 23, Marcelo Romero 48 / Alejandro Lembo 22, Damián Rodríguez 75, Pablo Islas 90 Czerwone kartki: Nelson Olveira 40 / Pablo Islas 90 Club Atlético Peñarol: Sergio Martínez (45 Adrián Berbia) - Marcelo de los Santos, Nelson Olveira, Joe Bizera, Ruben dos Santos (68 Andreé González), Marcelo Romero, Guillermo Giacomazzi (77 Mario Leguizamón), Nicolás Rotundo, Serafín García, Pablo Bengoechea, Carlos Bueno. Trener: Erardo Coccaro Club Nacional de Football: Leonardo Romay - Martín del Campo, Alejandro Lembo, Damián Rodríguez, Adalto Batista, Carlos Camejo, Diego Scotti (54 Pablo Islas), Oscar Morales, Walter Fabián Coelho, Gustavo Varela (81 Federico Bergara), Sergio Daniel Martínez (70 Rubén Sosa). Trener: Hugo de León |
| Club Nacional de Football - CA Peñarol 1:1 (0:0) 10 grudnia 2000 Montevideo Widzów: ? Sędzia: Gustavo Méndez Bramki: 1:0 Sergio Daniel Martínez 25k, 1:1 Joe Bizera 32 Żółte kartki: Alejandro Lembo 28, Leonardo Romay 88 / Marcelo Romero 28, Carlos Bueno 43, Serafín García 62 Czerwone kartki: - / Carlos Bueno (79 - druga żółta) Club Nacional de Football: Leonardo Romay - Martín del Campo, Alejandro Lembo, Damián Rodríguez, Adalto Batista (85 Diego Scotti) - Marco Vanzini, Carlos Camejo, Oscar Morales, Gustavo Varela - Sergio Daniel Martínez (64 Walter Fabián Coelho), Mario Regueiro (73 Álvaro Meneses). Trener: Hugo de León Club Atlético Peñarol: Adrián Berbia - Cafú, Marcelo de los Santos (84 Oscar Aguirregaray), Nicolás Rotundo (70 Andreé González), Joe Bizera - Marcelo Romero, Guillermo Giacomazzi (70 Marcelo de Souza), Pablo Bengoechea, Serafín García, José Franco, Carlos Bueno. Trener: Julio Ribas                                         |

Mistrzem Urugwaju został klub Club Nacional de Football, natomiast CA Peñarol został wicemistrzem Urugwaju. Mistrz Urugwaju uzyskał prawo gry w Copa Libertadores 2001.

## Tabela całoroczna 2000
Klub, który ma spaść do drugiej ligi oraz ten, który ma stoczyc baraż o utrzymanie się w pierwszej lidze, zostały wyłonione na podstawie wyników z ostatnich trzech sezonów 1998, 1999 i 2000.
| Poz | Klub                      | Mecze | Zw | Rem | Por | Pkt | BrZd | BrStr |
| --- | ------------------------- | ----- | -- | --- | --- | --- | ---- | ----- |
| 1   | Club Nacional de Football | 33    | 25 | 6   | 2   | 81  | 70   | 25    |
| 2   | CA Peñarol                | 33    | 24 | 6   | 3   | 78  | 74   | 37    |
| 3   | Defensor Sporting         | 33    | 23 | 7   | 3   | 76  | 84   | 35    |
| 4   | Danubio FC                | 33    | 18 | 10  | 5   | 64  | 81   | 37    |
| 5   | CA Cerro                  | 33    | 13 | 9   | 11  | 48  | 62   | 54    |
| 6   | Tacuarembó                | 33    | 12 | 12  | 9   | 48  | 44   | 40    |
| 7   | Rentistas Montevideo      | 33    | 12 | 9   | 12  | 45  | 46   | 47    |
| 8   | CA Bella Vista            | 33    | 11 | 9   | 13  | 42  | 56   | 61    |
| 9   | River Plate Montevideo    | 33    | 10 | 10  | 13  | 40  | 55   | 62    |
| 10  | Racing Montevideo         | 33    | 10 | 8   | 15  | 38  | 45   | 57    |
| 11  | Deportivo Maldonado       | 33    | 10 | 6   | 17  | 36  | 42   | 59    |
| 12  | Juventud Las Piedras      | 33    | 8  | 10  | 15  | 34  | 35   | 48    |
| 13  | Paysandú Bella Vista      | 33    | 8  | 8   | 17  | 32  | 40   | 54    |
| 14  | Rocha                     | 33    | 8  | 8   | 17  | 32  | 50   | 77    |
| 15  | Liverpool Montevideo      | 33    | 7  | 10  | 16  | 31  | 31   | 54    |
| 16  | Frontera Rivera           | 33    | 8  | 5   | 20  | 29  | 46   | 76    |
| 17  | Huracán Buceo Montevideo  | 33    | 6  | 8   | 19  | 26  | 37   | 59    |
| 18  | Villa Española Montevideo | 17    | 3  | 5   | 9   | 14  | 24   | 40    |

### Baraż o pierwszą ligę
| Data            | Mecz |
| --------------- | --- |
| 9 grudnia 2004  | Fénix Montevideo - Frontera Rivera 0:0 mecz rozegrany został na stadionie Estadio Parque Alfredo Víctor Viera |
| 13 grudnia 2004 | Frontera Rivera - Fénix Montevideo 0:1 Jorge Puglia 2                                                         |

Klub Frontera Rivera spadł do drugiej ligi, a na jego miejsce awansował Fénix Montevideo.

### Klasyfikacja strzelców bramek
| Gole | Piłkarz                  | Klub       |
| ---- | ------------------------ | ---------- |
| 33   | Ernesto Javier Chevantón | Danubio FC |

## Liguilla Pre-Libertadores 2000

### Kolejka 1
| Data            | Mecz |
| --------------- | --- |
| 12 grudnia 2000 | CA Cerro - Rentistas Montevideo 3:3 Álvaro Pintos 44k, Adrián Romero 50, Hernán Pintos 52 - Gerardo Morales 10, 75k, Ángel Gutiérrez 71 |
| 12 grudnia 2000 | Danubio FC - Tacuarembó 1:0 Diego Perrone 90                                                                                            |
| 13 grudnia 2000 | Defensor Sporting - CA Peñarol 2:2 Alejandro Traversa 30, Federico Magallanes 56 - José Enrique de los Santos 1, Carlos Díaz 89s        |

### Kolejka 2
| Data            | Mecz                                                                                            |
| --------------- | ----------------------------------------------------------------------------------------------- |
| 15 grudnia 2000 | Rentistas Montevideo - Tacuarembó 0:2                                                           |
| 15 grudnia 2000 | CA Cerro - Defensor Sporting 1:4 Álvaro Pintos 62k - Eliomar Marcón 37, 39, 76, Haberly Sosa 90 |
| 16 grudnia 2000 | Danubio FC - CA Peñarol 1:1 Omar Pouso 61 - José María Franco 57                                |

### Kolejka 3
| Data            | Mecz |
| --------------- | --- |
| 16 grudnia 2000 | Tacuarembó - CA Cerro 1:2 Darwin Quintana 34k - Álvaro Pintos 20, Martín Ligüera 28                                 |
| 16 grudnia 2000 | Defensor Sporting - Danubio FC 4:1 Federico Magallanes 15, 71, Eliomar Marcón 43, 72 - Ernesto Javier Chevantón 86k |
| 16 grudnia 2000 | CA Peñarol - Rentistas Montevideo 6:0 Carlos Bueno 4, 16, 40, 81, Martín Adrián García 65, Darío Rodríguez 73       |

### Kolejka 4
| Data            | Mecz                                                                                       |
| --------------- | ------------------------------------------------------------------------------------------ |
| 16 grudnia 2000 | Defensor Sporting - Tacuarembó 3:0 Eliomar Marcón 7, 60, Federico Magallanes 86            |
| 16 grudnia 2000 | Danubio FC - Rentistas Montevideo 2:0 Gabriel Migliónico 37, Ernesto Javier Chevantón 47   |
| 16 grudnia 2000 | CA Cerro - CA Peñarol 1:3 Martín Ligüera 20 - Darío Rodríguez 14, Carlos Bueno 22, Cafú 63 |

### Kolejka 5
| Data            | Mecz |
| --------------- | --- |
| 22 grudnia 2000 | Rentistas Montevideo - Defensor Sporting 1:4 Ángel Gutiérrez 52 - Gonzalo Sorondo 3, 8, Federico Magallanes 37, 68 |
| 22 grudnia 2000 | Danubio FC - CA Cerro 4:1 Diego Perrone 13, Richard Núñez 22, 55, Ernesto Javier Chevantón 76 - Martín Ligüera 19  |
| 23 grudnia 2000 | CA Peñarol - Tacuarembó 3:0 Pablo Bengoechea 27, Carlos Bueno 48, 55                                               |

### Tabela końcowa Liguilla Pre-Libertadores
| Poz | Klub                 | Mecze | Zw | Rem | Por | Pkt | BrZd | BrStr |
| --- | -------------------- | ----- | -- | --- | --- | --- | ---- | ----- |
| 1   | Defensor Sporting    | 5     | 4  | 1   | 0   | 13  | 17   | 5     |
| 2   | CA Peñarol           | 5     | 3  | 2   | 0   | 11  | 15   | 4     |
| 3   | Danubio FC           | 5     | 3  | 1   | 1   | 10  | 9    | 6     |
| 4   | CA Cerro             | 5     | 1  | 1   | 3   | 4   | 8    | 15    |
| 5   | Tacuarembó           | 5     | 1  | 0   | 4   | 3   | 3    | 9     |
| 6   | Rentistas Montevideo | 5     | 0  | 1   | 4   | 1   | 4    | 17    |

Obok mistrza Urugwaju Club Nacional de Football
do Copa Libertadores 2001 zakwalifikowały się dwa najlepsze kluby Liguilla Pre-Libertadores: Defensor Sporting i CA Peñarol.